# ヴャチェスラフ・オルタルジェーフスキー

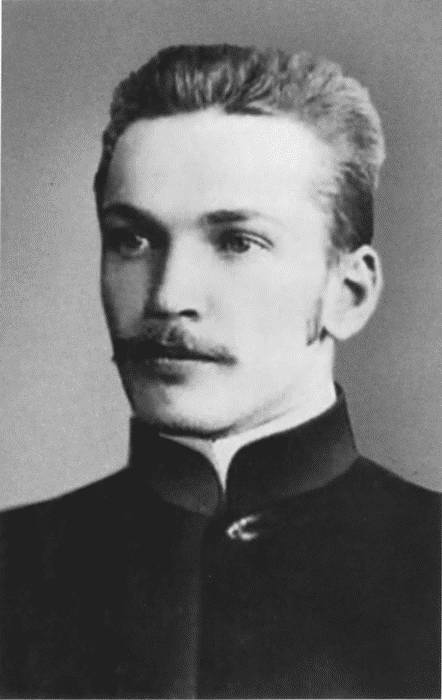
ヴャチェスラフ・オルタルジェーフスキー

ヴャチェスラフ・オルタルジェーフスキー（Vyacheslav Oltarzhevsky、Вячеслав Константинович Олтаржевский、1880年－1966年）は、ロシアの建築家。ソ連邦名誉建設家、工学博士。
モスクワ芸術絵画建築専門学校卒業後の1905年にウィーン芸術アカデミーに留学し、オットー・ワーグナーに師事した。1923年から24年までは、ニューヨークにも留学し建築を学ぶ。当初は、イヴァノフ＝シッツやイワン・レルベルクの下で働き、キエフ駅、商人クラブ（現レンコム劇場）の設計に関わる。1935年から38年には、全日手工業博覧会会場設計の主任建築家として活躍する。
その他の代表作として、ホテル・ウクライナ、全ロシア博覧センター、「モストルク」デパートなどがある。